# Резолюция Совета Безопасности ООН 1737
Резолюция № 1737 была единогласно принята Советом Безопасности ООН 23 декабря 2006. Текст резолюции разработан Великобританией и Францией совместно с Германией в ответ на отказ Ирана прекратить обогащение урана. Резолюция запрещает ввоз в Иран ядерных технологий и материалов а также заморозку счетов основных компаний и лиц, связанных с ядерной программой. Резолюция 1737 была принята лишь через 2 месяца после составления. Это было связано с несогласием России и Китая голосовать за резолюцию в её первоначальном варианте. Только после некоторых доработок и телефонного разговора между президентами США Джорджем Бушем и России Владимиром Путиным Россия и Китай отдали за неё свои голоса. Из текста резолюции были исключены статьи, запрещающие передвижения иранских чиновников и накладывающие ограничения на внешнеэкономическую деятельность предприятий. Санкции против Ирана предусматриваются только за применение ядерных технологий в военных целях. В случае, если в течение 60 дней после принятия резолюции Иран не выполнит её требования, санкции против него могут быть серьёзно ужесточены.

## Реакция Ирана
Министерство иностранных дел Ирана назвало принятую резолюцию «незаконной» и «выходящей за юрисдикцию» Совета Безопасности.

## Санкции
Список предприятий и лиц, чьи счета были заморожены в связи с их деятельностью, связанной с ядерной программой и программой по разработке баллистических ракет.

### Ядерная программа
| Организации: - Организация по атомной энергии Ирана - Энергетическая компания «Месбах» - «Кала-электрик» - Компания «Парс треш» - «Фараянд текник» - Организация военной промышленности - «Тир № 7» | Лица: - Яхья Рахим Сафави - Мохаммед Каннади - Бехман Асгарпур - Дауд Агха-Джани - Эхсан Монаджеми - Джафар Мухаммади - Али Хаджиния Лейлабади - Мохаммед Мехди Неджад Нури |

### Программа по баллистическим ракетам
| Организации: - Промышленная группа «Шахид Хеммат» - Промышленная группа «Шахид Багери» - Промышленная группа «Фаджр» | Лица: - Яхья Рахим Сафави - Хусейн Салими - Ахмад Вахид Дастджерди - Реза-Голи Эсмаэли - Бахмайньяр Мортеза Бахмайньяр |